# Мюнстер (округ)
Адміністрати́вний о́круг Мю́нстер (нім. Regierungsbezirk Münster) — один з п'яти адміністративних округів Північного Рейну-Вестфалії. Знаходиться на заході землі. Був утворений 30 квітня 1815 року. Адміністративним центром округу є місто Мюнстер.

## Населення
Населення округу становить 2597614 осіб (2011; 2594291 в 2010).

## Адміністративний поділ
Адміністративний округ складається з 5 районів (нім. Kreise) та 3 районних міст (нім. Kreisfreie Städte):
| № | Район/ районне місто | Площа, км² | Населення, осіб (2011) | Центр         |
| - | -------------------- | ---------- | ---------------------- | ------------- |
| 1 | Боркен               | 1419,7     | 369017                 | Боркен        |
| 2 | Варендорф            | 1317,8     | 277049                 | Варендорф     |
| 3 | Кесфельд             | 1112,1     | 218870                 | Кесфельд      |
| 4 | Реклінггаузен        | 760,4      | 625523                 | Реклінггаузен |
| 5 | Штайнфурт            | 1793,0     | 442298                 | Штайнфурт     |
| 1 | Боттроп              | 100,6      | 116361                 | Боттроп       |
| 2 | Гельзенкірхен        | 104,9      | 256652                 | Гельзенкірхен |
| 3 | Мюнстер              | 303,0      | 291754                 | Мюнстер       |